# La Plata- und Catamarca-Klasse
Die La Plata- und Catamarca-Klasse bezeichneten vier Zerstörer der Argentinischen Marine, die von deutschen Werften 1912 geliefert wurden. Sie gehörten zu zwölf Ende 1909 von Argentinien in Europa bestellten Groß-Zerstörern. Nur die vier in Deutschland bestellten Boote wurden auch tatsächlich an Argentinien ausgeliefert.
Da Argentinien während des Ersten Weltkriegs neutral blieb und in den Zweiten Weltkrieg erst einen Monat vor Kriegsschluss auf Seiten der Alliierten eintrat und es auch zu keinen größeren Konflikten mit den Nachbarn kam, wurden die Boote nie kriegsmäßig eingesetzt und erst im Januar 1956 aus der Flottenliste gestrichen.

## Baugeschichte
Das argentinische Parlament bewilligte 1909 die Mittel zur Beschaffung von zwölf Großzerstörern in Europa im Rahmen des ABC-Wettrüstens (d. h. Argentinien-Brasilien-Chile). Je ein Bauauftrag für vier Boote ging an Großbritannien, Frankreich und Deutschland, wobei in den beiden letzten Ländern jeweils zwei Werften die Bauausführung übernahmen. Alle Boote waren etwa 90 m lang und sollten mit Turbinenantrieb 32 Knoten laufen. Die Antriebsanlagen waren verschieden. Einheitlich sollte die Bewaffnung mit vier 102-mm-Schnellfeuergeschützen aus amerikanischer Fertigung und vier 533-mm-Torpedorohren erfolgen.
Die nach Deutschland vergebenen Aufträge gingen an die Germaniawerft in Kiel und die Schichauwerft in Elbing. Die bestellten Boote waren größer als die bislang von den Bauwerften gelieferten Boote an die Kaiserliche Marine. Die Boote der beiden Werften unterschieden sich in der Rumpfform, technischen Einzelheiten sowie äußerlich.

Die Cordoba

Die von Schichau gelieferten La Plata und Córdoba verdrängten 1000 t und 1368 t bei voller Ausrüstung. Sie hatten eine Länge von 90 m über alles, waren 9 m breit und hatten einen Tiefgang von 2,4 m. Die 1910 begonnenen Neubauten liefen um die Jahreswende 1910/11 vom Stapel und kamen am 3. März und 8. Juni 1912 in den Dienst der Argentinischen Marine.

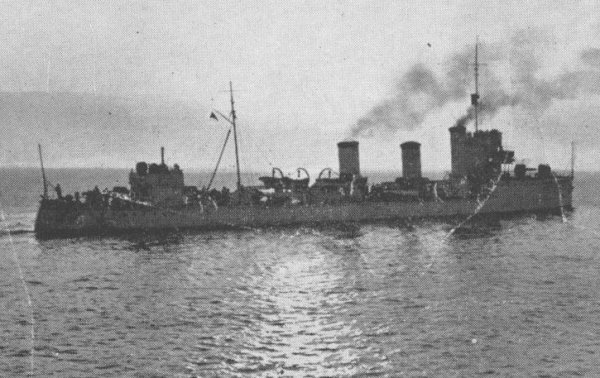
Die bei Germania gebaute Jujuy

Die bei Germania gebauten Catamarca und Jujuy verdrängten 995 bzw. 1357 t. Sie waren mit 88,1 m Länge etwas kürzer, nur 8,2 m breit und hatten einen Tiefgang von 2,6 m. Die auch 1910 begonnenen Neubauten liefen im Januar und März 1911 vom Stapel und kamen im April 1912 in den Dienst der Argentinischen Marine.

Der Antrieb der Boote beider Werften erfolgte mit fünf Thornycroft-Schulz-Wasserrohrkesseln (einer mit Ölfeuerung), die zwei Curtis-AEG-Turbinensätze mit einer Höchstleistung von 28.000 PS antrieben, die den Booten über zwei Schrauben eine Höchstgeschwindigkeit von 32 Knoten (kn) gaben. Bei den Probefahrten erreichten die Boote zum Teil über 34 kn. Alle waren mit Funk ausgerüstet. Statt der garantierten 200 km Reichweite bei Tag und 400 km in der Nacht wurden von der La Plata 1175 km erreicht und die in Kiel und Elbing in der Endausrüstung befindlichen Boote konnten über Funk regelmäßig kommunizieren (700 km).

### Einsatzgeschichte
Die 1912 fertiggestellten Schiffe wurden gemeinsam nach Argentinien überführt und trafen am 5. Juli 1912 in Buenos Aires ein. Die „Destructores“ bildeten am 8. Juli ein gemeinsames Geschwader in der argentinischen Marinebasis Puerto Belgrano und nahmen an den Übungen der argentinischen Flotte im Südatlantik teil. Sie blieben allerdings die einzigen Zerstörer argentinischen Flotte aus den von ihr vergebenen Vorkriegsaufträge. Die Abnahme der in Großbritannien gebauten Boote hatte Argentinien wegen Nichterreichung der geforderten Geschwindigkeit abgelehnt, die in Frankreich gebauten Boote waren ebenfalls Geschwindigkeitsmäßig unzureichend und blieben auf den Werften für Nachbesserungen. Sie wurden bis Kriegsausbruch 1914 nicht fertig und dann von der französischen Marine als Aventurier-Klasse übernommen. Die englischen Boote wurden 1912 an Griechenland als Aetos-Klasse verkauft, dafür bestellte man im April 1913 Ersatzbauten in Deutschland bei der Germaniawerft, die 1914 von der Kaiserlichen Marine als G 101-Klasse übernommen worden sind.

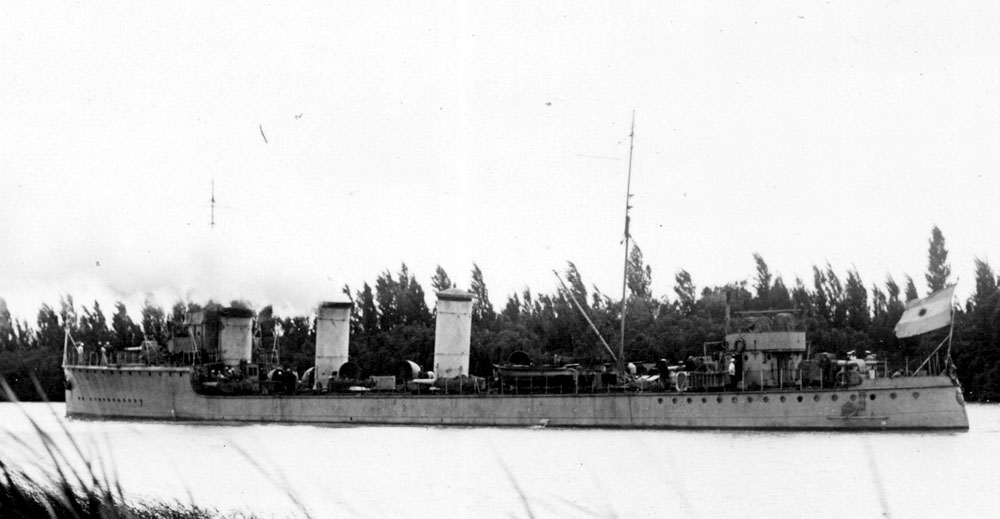
Die Jujuy

1924 bis 1927 wurden die vier Boote überholt und modernisiert, als neue Zerstörer im Zulauf waren (siehe Mendoza-Klasse). Dabei wurde die Antriebsanlage auf reine Ölfeuerung umgebaut. Die Torpedorohre und die leichten Geschütze wurden durch englische ersetzt und zusätzlich zwei Wasserbombenwerfer aufgestellt.
Der für 1939 geplante Ersatz der Klasse durch die vier letzten Schiffe der Buenos-Aires-Klasse unterblieb wegen des Kriegsausbruchs in Europa. Während des Krieges wurden die Boote vorwiegend in der La Plata-Mündung eingesetzt. Ab 1950 dienten sie als Schulboote. Erst 1956 wurden die vier Boote außer Dienst gestellt und dann in den kommenden Jahren in Argentinien verschrottet.

### Die 1910 begonnenen argentinischen Großzerstörer

Die Panthir

Die in Großbritannien in Auftrag gegebenen Boote liefen alle bei Cammell Laird in Birkenhead zwischen Februar und Juli 1911 vom Stapel. Bei den Tests ergaben sich Mängel und die argentinische Regierung weigerte sich, den geforderten Preis zu zahlen. Sie verweigerte schließlich die Abnahme der Boote. Der Werft gelang es mit Vermittlung der britischen Regierung am 12. September 1912, die vier Boote für £ 148.000 nach Griechenland zu verkaufen, wo sie nach Wildtieren benannt wurden. Die Boote wurden in den 1920er Jahren in Großbritannien modernisiert. Drei überstanden noch den Zweiten Weltkrieg, in dem ein Boot verlorenging.
Nach diesem Verkauf bestellte Argentinien vier neue Boote in Deutschland, die alle auf der Germaniawerft gebaut werden sollten.

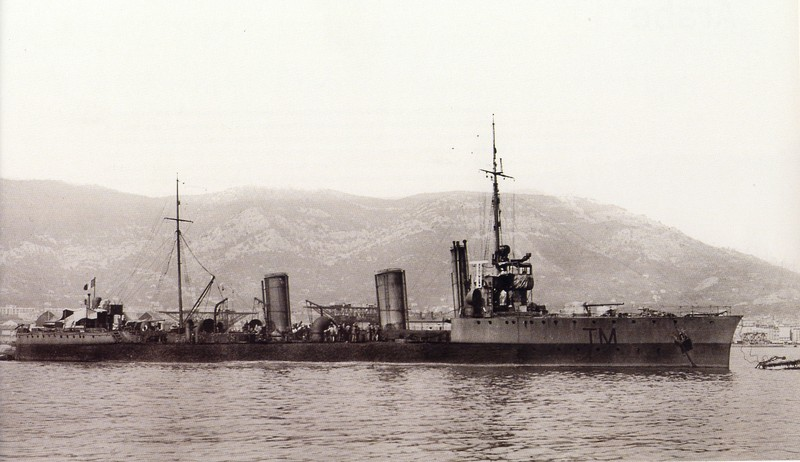
Die Téméraire

Die „französischen“ Boote liefen bei Dyle et Bacalan in Bordeaux und Ateliers et Chantiers de Bretagne in Nantes auch 1911 vom Stapel. Allerdings verzögerte sich ihre Endausrüstung erheblich, obwohl die Mendoza schon im September 1912 ihre Geschwindigkeitstests abgeschlossen hatte. Der Abnehmer hatte wohl Zweifel, ob die Verbrauchswerte eine sichere Atlantikquerung zuließen. Die bei Kriegsbeginn 1914 immer noch in Frankreich befindlichen Boote wurden im August 1914 von der französischen Marine übernommen  und kamen mit französischen Waffen in Dienst.
| Name      | dann       | Bauwerft        | Verdrängung  | Stapellauf | im Dienst | Endschicksal                                       |
| --------- | ---------- | --------------- | ------------ | ---------- | --------- | -------------------------------------------------- |
| Córdoba   |            | Schichau        | 875 / 1368 t | 11.1910    | 8.06.1912 | Juli 1912 in Argentinien, Januar 1956 gestrichen   |
| La Plata  |            | Schichau        |              | 01.1911    | 3.03.1912 | Juli 1912 Argentinien, Januar 1956 gestrichen      |
| Catamarca |            | Germaniawerft   | 995 / 1357 t | 01.1911    | 04.1912   | Juli 1912 Argentinien, Januar 1956 gestrichen      |
| Jujuy     |            | Germaniawerft   |              | 4.03.1911  | 04.1912   | Juli 1912 Argentinien, Januar 1956 gestrichen      |
| San Luis  | Aetos      | Cammell Laird   | 980 / 1175 t | 2.02.1911  | 06.1912   | 1912 an Griechenland, 1946 gestrichen              |
| Santa Fé  | Ierax      | Cammell Laird   |              | 15.03.1911 | 09.1912   | 1912 an Griechenland, 1946 gestrichen              |
| Tucuman   | Panthir    | Cammell Laird   |              | 26.04.1911 | 09.1912   | 1912 an Griechenland, 15. Mai 1941 gesunken        |
| Santiago  | Leon       | Cammell Laird   |              | 15.07.1911 | 09.1912   | 1912 an Griechenland, 1946 gestrichen              |
| Mendoza   | Aventurier | AC de Bretagne  | 930 / 1250 t | 18.02.1911 | 09.1914   | 1914 von Frankreich beschlagnahmt, 1938 gestrichen |
| Rioja     | Opiniâtre  | AC de Bretagne  |              | 1911       | 09.1914   | 1914 Frankreich, 1933 gestrichen                   |
| Salta     | Intrépide  | Dyle et Bacalan |              | 25.09.1911 | 11.1914   | 1914 Frankreich, 1937 gestrichen                   |
| San Juan  | Téméraire  | Dyle et Bacalan |              | 8.12.1911  | 11.1914   | 1914 Frankreich, 1936 gestrichen                   |

### Ersatzauftrag an die Germaniawerft

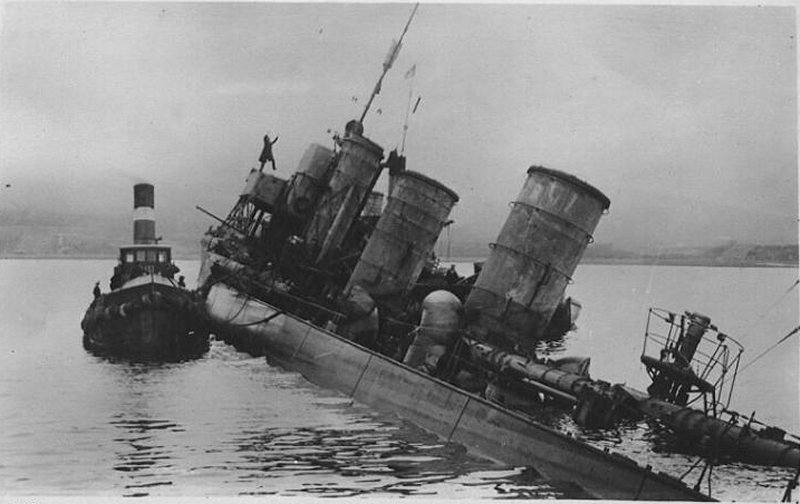
Die SMS G 102

Nach der Einigung mit Großbritannien bestellte Argentinien vier weitere Schiffe bei der Germaniawerft in Kiel, die die Namen des bisherigen Großbritannien-Auftrags erhalten sollten. Bei einer Größe von 1.116 ts, wurden die neuen Boote 95,3 m lang, 9,5 m breit und hatten einen Tiefgang von 3,8 m. Mit von der Bauwerft gefertigten Turbinen und einer reinen Ölfeuerung sollten die Boote bis zu 28.000 PS entwickeln und eine Höchstgeschwindigkeit von 33,5 kn erreichen. Als Bewaffnung waren wieder vier 102-mm-Kanonen vorgesehen. Die Torpedobewaffnung sollte verstärkt werden und neben den beiden Zwillingstorpedorohren auf dem Achterschiff sollten auch noch zwei Einzelrohre weiter vorn installiert werden. Auf den Booten sollte auch eine Einrichtung für 24 Seeminen vorbereitet sein. Als der Erste Weltkrieg ausbrach, war noch keines der neuen Boote vom Stapel gelaufen. Sie wurden vom Deutschen Reich beschlagnahmt und als Großes Torpedoboot 14a mit den Kennungen G 101–G 104 übernommen, wurden aber auch teilweise offiziell als Zerstörer bezeichnet. Sie liefen zwischen dem 12. August und dem 28. November 1914 vom Stapel und kamen zwischen dem 4. März und 5. Juni 1915 in den Dienst der Kaiserlichen Flotte.

Alle vier Boote waren ab dem 22. November 1918 in Scapa Flow interniert und wurden dort am 21. Juni 1919 selbstversenkt, was nur bei G 102 misslang. 1920 der US Navy als Beute zugesprochen, wurde G 102 am 13. Juli 1921 als Zielschiff für Bombenabwürfe bei Cape Henry versenkt. Die anderen drei Boote wurden im Winter 1925/26 gehoben und anschließend verschrottet.